# José Milton Melgar
José Milton Melgar Soruco (Santa Cruz de la Sierra, 20 settembre 1959) è un ex calciatore boliviano, di ruolo centrocampista.
È uno dei giocatori con più gare giocate nella nazionale di calcio boliviana, con 89 presenze.

## Carriera

### Club
Debutta a 20 anni nel Blooming, giocandovi fino al 1985, vincendo il titolo del 1984. Nel 1985 passa al Boca Juniors, in Argentina; diventa uno dei giocatori titolari del Boca, in tre anni gioca 92 partite del campionato di calcio argentino, segnando tre volte. Nel 1988 si trasferisce agli acerrimi rivali del Boca, il River Plate, giocando 23 partite di campionato. Nel 1989 torna in patria, al Club Bolívar; nel 1990 si trasferisce all'Oriente Petrolero, e nel 1991 al Blooming. Nel 1992 torna all'estero, giocando per i cileni dell'Everton di Viña del Mar. Nel 1993 torna brevemente il patria, vincendo il titolo nazionale con il The Strongest; nel 1994 passa ai cileni del Cobreloa. Nel 1997 termina la carriera al Club Blooming.

### Nazionale
Con la nazionale di calcio della Bolivia ha giocato 89 partite, segnando sei reti e partecipando a varie edizioni della Copa América e al campionato del mondo 1994.

## Palmarès

### Club

#### Competizioni nazionali
- Campionato boliviano: 3

Blooming: 1984
Oriente Petrolero: 1990
The Strongest: 1993